# 宙克西珀 (潘狄翁的妻子)
宙克西珀（希腊语：Ζευξίππη）希腊神话中阿提刻（雅典）国王潘狄翁的妻子。
关于宙克西珀的母亲，一种说法认为是水泽神女普剌克西忒亚，那样的话她和自己的丈夫就是兄弟（潘狄翁也是普剌克西忒亚所生）。宙克西珀给潘狄翁生了四个孩子：厄瑞克透斯、部忒斯、普洛克涅和菲罗墨拉。

## 资料来源
- 《世界神话辞典》，辽宁人民出版社，ISBN 7-205-00960-X
- 《古希腊罗马神话鉴赏辞典》，吉林出版社，ISBN 7-206-04846-3